# Hawkesiophyton
Hawkesiophyton  es un género de plantas con flores perteneciente a la subfamilia Solanoideae, incluida en la familia de las solanáceas (Solanaceae). Comprende cinco especies.

## Especies[1]
- Hawkesiophyton brevifolium
- Hawkesiophyton klugii
- Hawkesiophyton panamense
- Hawkesiophyton panamensis
- Hawkesiophyton ulei